# اچ‌ام‌اس بتلر (دی۱۸)
اچ‌ام‌اس بتلر (دی۱۸) (به انگلیسی: HMS Battler (D18)) یک کشتی است که طول آن ۴۹۶ فوت (۱۵۱ متر) است. این کشتی در سال ۱۹۴۲ ساخته شد.